# عملية فيينا
عملية فيينا أو عملية اختطاف وزراء أوبك أو حصار مقر الأوبك أو اقتحام مقر الأوبك، هي عملية حدثت في 21 ديسمبر 1975، قادها كارلوس، الذي جمع فرقة من المقاتلين وذهب إلى فيينا، حيث اختطفوا وزراء النفط المجتمعين في مقر الأوبك في فيينا. دخل كارلوس وجماعته إلى المقر أثناء انعقاد اجتماع الوزراء، وكانوا مسلحين برشاشات إم-16 وقد استخدمت في الهجوم متفجرات متنوعة. انتهت العملية باختطاف الوزراء بعد قتل الحرس الشخصي وكل من أظهر المقاومة.